# Die Happy
Die Happy — альтернативная рок-группа из города Ульма, Германия.

## История
Критики отмечают музыкальный стиль группы как popcore, «смесь rock’а и pop’а». Несмотря на то, что группа родом из Германии, подавляющее большинство текстов их песенна английском.
Музыкальная группа была учреждена в 1993 году чешской вокалисткой Мартой Яндовой (Marta Jandová) и Торстеном Мевесом (Thorsten Mewes), который в тот период завершал своё среднее образование. Мевес инициировал создание коллектива, однако требовался вокалист. В Праге он встретил Марту Яндову, которая ранее проходила программу академического обмена в Соединенных Штатах Америки. Мевес пригласил её присоединиться к группе и переехать в Германию. Марта планировала продолжить своё образование в области перевода в родной стране и рассматривала возможность изучения немецкого языка как дополнительного преимущества.
Этот шаг изменил её жизнь окончательно: она стала певицей группы «Die Happy». Поначалу это всё предполагалось как хобби, но со временем хобби перешло в нечто большее.
Уже скоро были назначены первые концерты, а в домашней студии отца Марты, Петара Янды, в Праге были записаны первые четыре композиции. В 1994 году тиражом 500 экземпляров вышел EP Better Than Nothing. На обложке альбома был изображён цветок, нарисованный Мартой. В 1996 году следует долгоиграющая пластинка с названием Dirty Flowers, вышедшая только в Чехии. Группа созрела для того, чтобы встать на ноги. Они играли везде, где было можно, записывали свои песни в студии, репетировали от 5 до 6 раз на день, и спустя время к ним пришёл контракт от одной из крупнейшей фирм звукозаписи. В первый раз не сложилось с фирмой Epic, но группа не отчаивалась и продолжала идти вперед.
В 1998 году Die Happy стали одной из первых групп проекта Bandpool — предшественника Popakademie (оба аналоги Фабрики Звезд). В том же году Die Happy побеждают в конкурсе юных рок-талантов в Бадене (Baden Württemberg rockt).
К данному моменту из первоначального состава группы остались только Торстен и Марта. Начался процесс замены состава группы: Хольга Флизел и Маркус Хайцманн, занимавшие позиции ударных музыкантов, были заменены на Юргена Штилле. С 1998 года место басиста занял Ральф Рикер, заменив Юлиана Розенталя и Фреде Фербера, которые покинули группу. С тех пор состав группы оставался неизменным.
Существенный импульс в карьере группы был обеспечен синглом "Supersonic Speed", выпущенным в 2000 году. Сингл вошёл в топ-50 чарта немецких синглов, а группа была удостоена награды как лучший новичок года.
К тому времени группа обосновалась в Швеции. В 2003 году Die Happy достигли значительного успеха с альбомом "The Weight Of The Circumstances". Четырём музыкантам удалось записать альбом в Лос-Анджелесе совместно с американской продюсерской компанией The Matrix. Однако последние штрихи к альбому были добавлены в Дании в сотрудничестве с продюсером Ральфом Квикком, с которым группа ранее также сотрудничала.
Группа выпустила семь студийных альбомов, один концертный альбом (Four and More Unplugged), пять DVD, из которых четыре являются концертными, и провела почти 900 концертов, преимущественно в Германии и прилегающих странах. Для записи альбома VI группа вернулась в Прагу в студию отца Марты, чтобы отвлечься от городской суеты и насладиться тишиной и покоем чешской провинции.
В 2009 году был выпущен альбом Most Wanted 1993—2009, представляющий собой сборник наиболее популярных хитов, песен, на которые были сняты видеоклипы, а также полноценное живое выступление с дополнительными материалами из жизни группы.
Кроме того, Марта известна своими дуэтами с такими коллективами как:
- Letzte Instanz (песня «Gewissen» из альбома Kalter Glanz, 2001 год)
- Apocalyptica (песни «Wie weit/How far/En Vie» с одноимённого сингла 2005 года)
- In Extremo (песня «Horizont» из альбома Mein Rasend Herz, 2005 год)
- BAP (песня «Lena» с альбома Dreimal zehn Jahre 2005 года)
- Dog Eat Dog (песня «Undivided» из альбома Walk With Me 2006 года)
- Oomph! (песня «Träumst Du?» с одноимённого сингла 2006 года) (DE: #9)

Так же Марта играет в различных мюзиклах, таких, например, как «Mona Lisa» (в роли Margherita Amadori,Mona Lisa) и «Der Baron von Münchhausen» (играет в роли Evelína).
В 2010 году группа приступила к записи нового альбома Red Box.
В феврале 2014 года вышел альбом EverLove.
10 апреля 2020 года выходит альбом Guess What.

## Участники
- Марта Яндова (Marta Jandová) — вокал/тексты песен
- Торстен Мевес (Thorsten Mewes) — гитара
- Ральф Рикер (Ralph Rieker) — бас-гитара
- Юрген Штилле (Jürgen Stiehle) — ударные

## Дискография
| Альбомы: - 1994 — Better Than Nothing [EP] - 1996 — Dirty Flowers (Март 1996) - 1997 — Promotion[EP] - 2001 — Supersonic Speed (5 Февраля 2001) - 2002 — Beautiful Morning (2 Апреля 2002) - 2003 — The Weight of the Circumstances (11 Августа 2003) - 2005 — Bitter to Better (29 Августа 2005) - 2005 — Four and More Unplugged (11 Ноября 2005) - 2006 — No Nuts No Glory (27 Октября 2006) - 2008 — VI (18 Апреля 2008) - 2009 — Most Wanted (17 Июля 2009) - 2010 — Red Box (24 сентября 2010) - 2014 — EverLove (28 февраля 2014) | Синглы: - 2000 — Supersonic Speed (2 Октября 2000) - 2001 — Like A Flower (12 Марта 2001) - 2001 — One Million Times (промосингл) - 2002 — Goodbye (4 Марта 2002) - 2002 — Not That Kind Of Girl (17 Июня 2002) - 2002 — Cry For More (14 Октября 2002), (kein Video) - 2003 — Big Boy (7 Июля 2003) - 2003 — Everyday’s A Weekend (15 Сентября 2003) - 2004 — Slow Day (5 Января 2004) - 2005 — Big Big Trouble (15 Августа 2005) - 2005 — I Am (28 Октября 2005) - 2006 — Blood Cell Traffic Jam (промосингл) - 2006 — Wanna Be Your Girl (13 Октября 2006) - 2006 — The Ordinary Song (24 Ноября 2006) - 2008 — Peaches (28 Марта 2008) - 2008 — Still Love You (20 Июня 2008) - 2014 — I Could Die Happy | DVD: - 2003 — The Weight of the Circumstances (6 Октября 2003) - 2004 — 10 — live and alive (5 Июля 2004) - 2008 — VI (Limited Edition) (18 Апреля 2008) - 2009 — Most Wanted DVD1. Live In Hamburg (17 Июля 2009) - 2009 — Most Wanted DVD2. Official Videos (17 Июля 2009) |

## Официальные промовидеоклипы
- Supersonic Speed (2000)
- Like A Flower (2001)
- Goodbye (2002)
- Not That Kind Of Girl (2002)
- Big Boy (2003)
- Everyday’s A Weekend (2003)
- Slow Day (2004)
- Big Big Trouble (2005)
- I Am (2005)
- Blood Cell Traffic Jam (2005)
- Wanna Be Your Girl (2006)
- The Ordinary Song (2006)
- Peaches (2008)
- Still Love You (2008)
- Dance for you tonight (2010)